# Валеандона (Асти)
Валеандона је насеље у Италији у округу Асти, региону Пијемонт.
Према процени из 2011. у насељу је живело 147 становника. Насеље се налази на надморској висини од 174 м.